# Macropelopia fittkaui
Macropelopia fittkaui is een muggensoort uit de familie van de dansmuggen (Chironomidae). De wetenschappelijke naam van de soort is voor het eerst geldig gepubliceerd in 1987 door Ferrarese & Ceretti.